# کویسنو
کویسنو (به لهستانی:  Kwisno) یک روستا در لهستان است که در گمینا میاستکو واقع شده‌است.
 کویسنو  ۴۸ نفر جمعیت دارد.